# Secrete (yelmo)

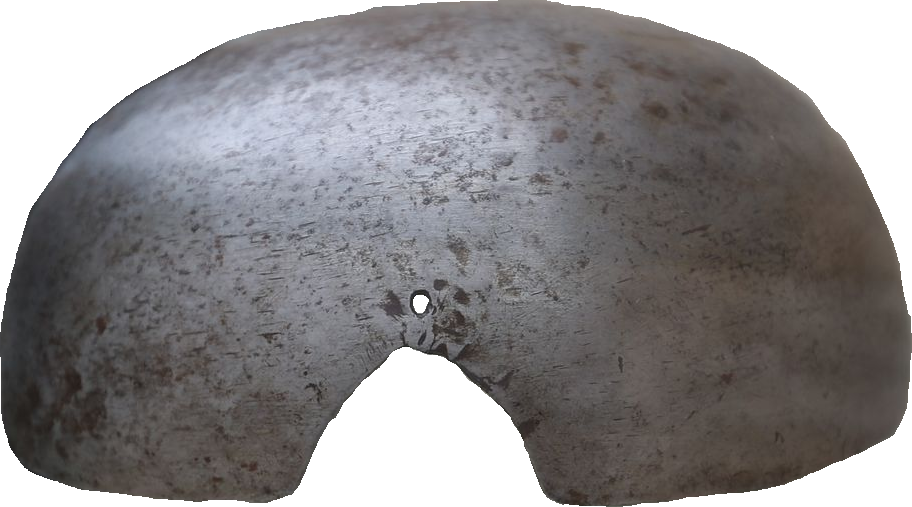
Un ejemplar de secrete.

El secrete o secreto, un término francés adoptado al español e inglés, fue un tipo de yelmo diseñado para llevarlo oculto debajo de un sombrero.

## Uso
Los soldados de caballería del siglo XVII, especialmente los miembros de la nobleza o la aristocracia, deseaban usar sombreros de ala ancha de fieltro, según la moda de la época. Para mantener al mismo tiempo cierto nivel de protección para la cabeza , empleaban el secrete. 
Este casco también podría haber sido usado por los civiles, por ejemplo, fue usado por algunos de los jueces del juicio de Carlos I, quienes temían por su seguridad. La existencia de un gran número de secretes almacenados en la Torre de Londres sugiere que a veces fueron dados a las tropas como una pieza uniforme del equipo militar.

## Construcción
El secrete normalmente era un pequeño casquete de hierro o acero perforado alrededor de su borde. Los agujeros permitían que fuera cosido en el interior de un sombrero. Resultaba entonces indetectable a simple vista, pero no ofrecía tanta protección contra las armas blancas como la que podrían proporcionar otros tipos de yelmo. 
Se utilizaron muchos diseños diferentes: algunos tenían cúpulas sólidas, otros se fabricaron con forma de anillo y otros tenían forma de reja plegable. El borde inferior podía ser recto o festoneado. 
Un ejemplo excepcional es el llamado 'casco de araña' (spider helmet).  Este tipo de casco tenía una reja plegable hecha de barras con la que se podía obtener protección adicional rápidamente mediante la activación de un resorte. Se cree que este tipo de casco pudo haber sido utilizado debajo de o en conjunción con un sombrero de tela.

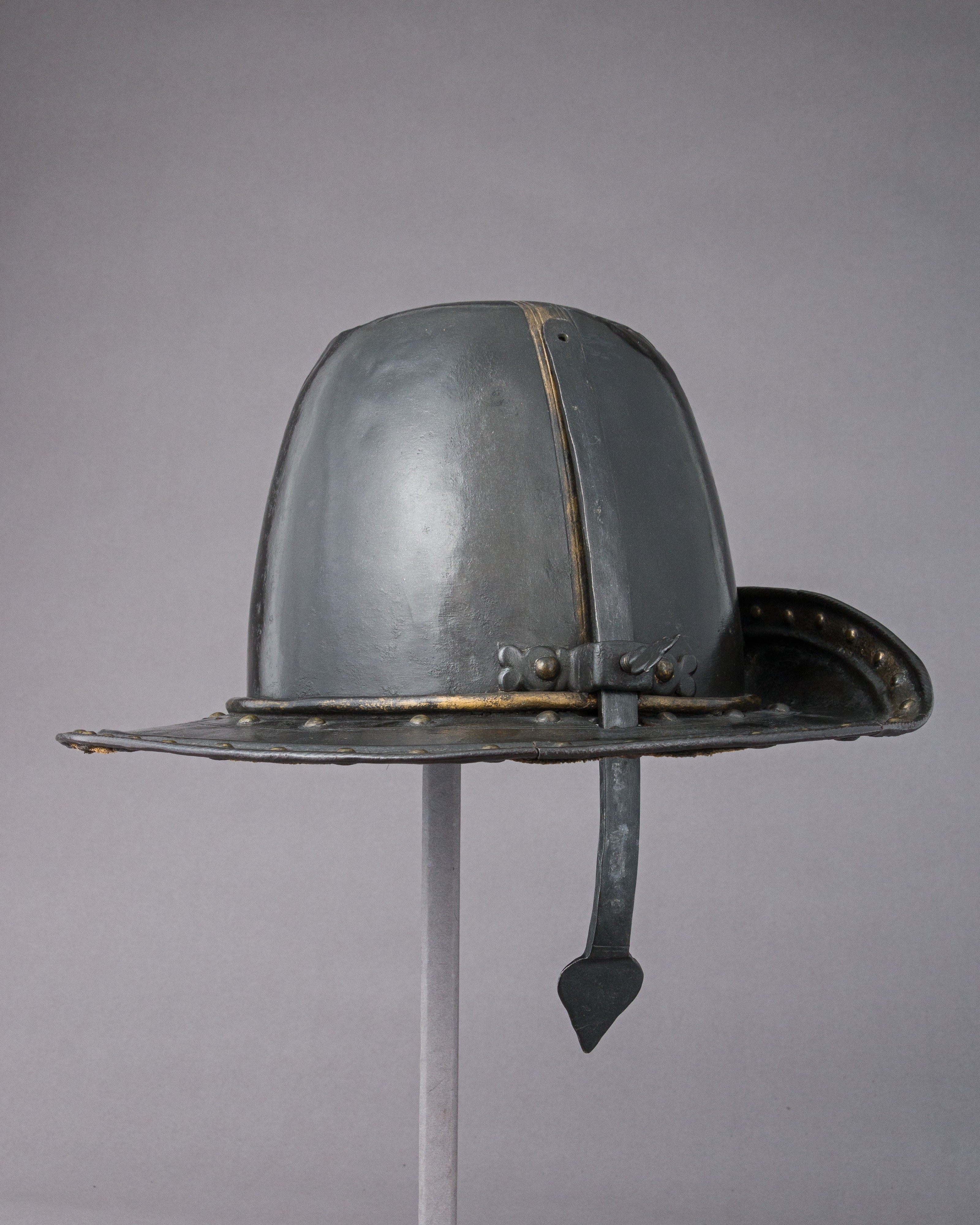
Casco en forma de sombrero,.

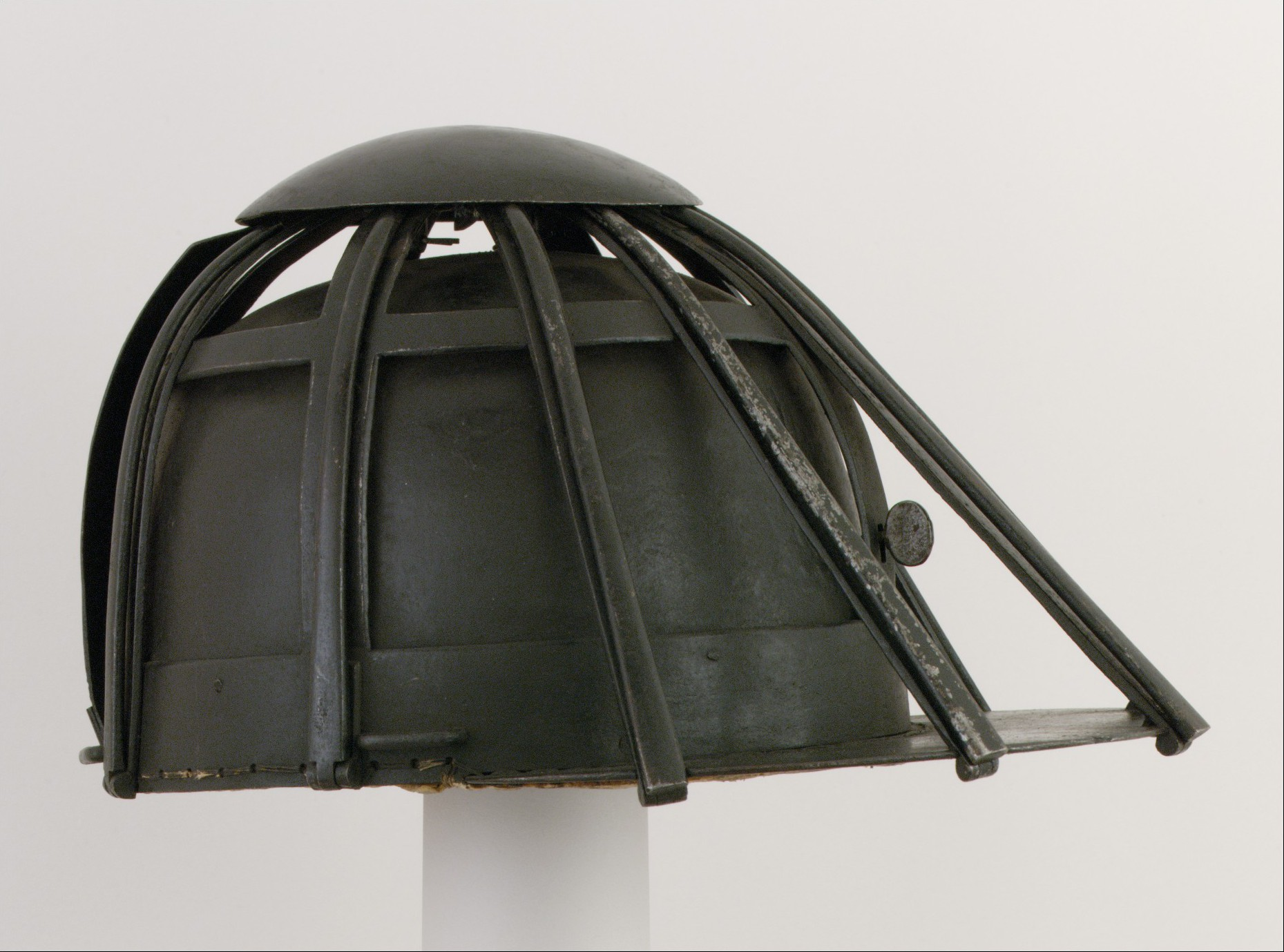
Casco de araña plegado.
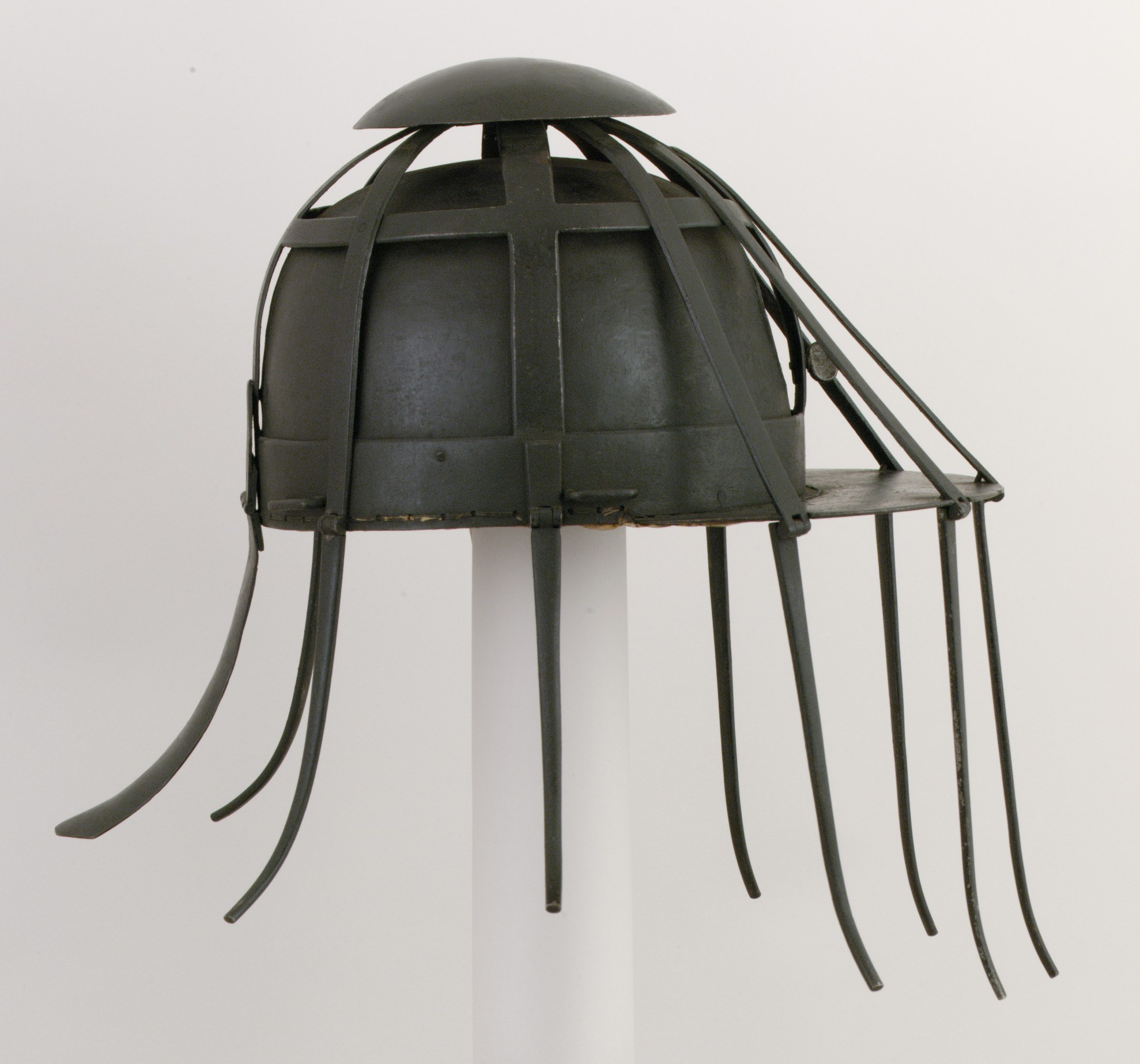
Casco de araña desplegado.

Otro tipo de protección para la cabeza que podría ser considerado de esta misma categoría, ya que es posible que tuviera la intención de engañar al observador imitando tocados civiles, era un sombrero de ala ancha manufacturado con hierro o acero. Tales seudoyelmos fueron cubiertos por tela o ennegrecidos, y presentaban un acabado sin filo para asemejarse al fieltro. Se sabe que el rey Carlos I de Inglaterra poseía uno de estos yelmos.